# Рольф Шауенбург
Рольф Шауенбург (нім. Rolf Schauenburg; 30 травня 1913, Вінтертур — 2 жовтня 1990, Гамбург) — німецький офіцер-підводник, капітан-лейтенант крігсмаріне.

## Біографія
8 квітня 1934 року вступив на флот. З серпня 1939 року — 2-й офіцер зенітної артилерії на важкому крейсері «Адмірал граф Шпее». Після потоплення крейсера 17 грудня 1939 року був інтернований в Монтевідео. В грудні 1940 року повернувся в Німеччину.  В лютому-серпні 1942 року пройшов курс підводника. В серпні-жовтні — вахтовий офіцер на підводному човні U-432. В жовтні-листопаді пройшов курс командира човна. З 13 січня 1943 року — командир U-536, на якому здійснив 2 походи (разом 123 дні в морі). 20 листопада 1943 року U-536 був потоплений в Північній Атлантиці північно-східніше Азорських островів (43°50′ пн. ш. 19°39′ зх. д.) глибинними бомбами британського фрегату «Нене» та канадських корветів «Сноубері» та «Калгарі». 38 членів екіпажу загинули, 17 (включаючи Шауенбурга) були врятовані і взяті в полон.

## Звання
- Кандидат в офіцери (8 квітня 1934)
- Морський кадет (26 вересня 1934)
- Фенріх-цур-зее (1 липня 1935)
- Оберфенріх-цур-зее (1 січня 1937)
- Лейтенант-цур-зее (1 квітня 1937)
- Оберлейтенант-цур-зее (1 квітня 1939)
- Капітан-лейтенант (1 лютого 1942)

## Нагороди
- Медаль «За вислугу років у Вермахті» 4-го класу (4 роки)